# Amposta
Amposta – miasto w Hiszpanii w południowej Katalonii w południowej części prowincji Tarragona. Leży 8 m n.p.m. nad rzeką Ebro. Rozwinięty jest tu sektor budownictwa i rolnictwa, zwłaszcza duże uprawy ryżu. Znajduje się jedna z większych w Europie fabryka produkcji mebli.